# Enoplolaimus strandi
Enoplolaimus strandi is een rondwormensoort uit de familie van de Thoracostomopsidae. De wetenschappelijke naam van de soort is voor het eerst geldig gepubliceerd in 1940 door Allgén.